# San Buono
San Buono är en ort och kommun i provinsen Chieti i regionen Abruzzo i Italien. Kommunen hade 936 invånare (2018).